# Campeonato dos Quatro Continentes de Patinação Artística no Gelo de 2012
O Campeonato dos Quatro Continentes de Patinação Artística no Gelo de 2012 foi a décima quarta edição da competição, um evento anual de patinação artística no gelo organizado pela União Internacional de Patinação (em inglês:  International Skating Union) onde os patinadores artísticos competem pelo título de campeão dos quatro continentes. Os quatro continentes do nome da competição se referem às Américas, África, Ásia e Oceania. A competição foi disputada entre os dias 7 de fevereiro e 12 de fevereiro, na cidade de Colorado Springs, Colorado, Estados Unidos.

## Eventos
- Individual masculino
- Individual feminino
- Duplas
- Dança no gelo

## Medalhistas
| Evento                        | Ouro                               | Prata                                          | Bronze                                              |
| Individual masculino detalhes | Patrick Chan · Canadá              | Daisuke Takahashi · Japão                      | Ross Miner · Estados Unidos                         |
| Individual feminino detalhes  | Ashley Wagner · Estados Unidos     | Mao Asada · Japão                              | Caroline Zhang · Estados Unidos                     |
| Duplas detalhes               | Sui Wenjing · Han Cong · China     | Caydee Denney · John Coughlin · Estados Unidos | Mary Beth Marley · Rockne Brubaker · Estados Unidos |
| Dança no gelo detalhes        | Tessa Virtue · Scott Moir · Canadá | Meryl Davis · Charlie White · Estados Unidos   | Kaitlyn Weaver · Andrew Poje · Canadá               |

## Resultados

### Individual masculino
| Medalha de ouro                                       | Patrick Chan       | Canadá         | 273.94 | 87.95 (1)  | 185.99 (1)  |
| Medalha de prata                                      | Daisuke Takahashi  | Japão          | 244.33 | 82.59 (3)  | 161.74 (2)  |
| Medalha de bronze                                     | Ross Miner         | Estados Unidos | 223.23 | 76.89 (6)  | 146.34 (4)  |
| 4                                                     | Adam Rippon        | Estados Unidos | 221.55 | 74.92 (7)  | 146.63 (3)  |
| 5                                                     | Takahito Mura      | Japão          | 217.16 | 83.44 (2)  | 133.72 (6)  |
| 6                                                     | Denis Ten          | Cazaquistão    | 210.03 | 77.73 (5)  | 132.30 (7)  |
| 7                                                     | Tatsuki Machida    | Japão          | 208.04 | 82.37 (4)  | 125.67 (10) |
| 8                                                     | Kevin Reynolds     | Canadá         | 203.26 | 68.22 (9)  | 135.04 (5)  |
| 9                                                     | Misha Ge           | Uzbequistão    | 196.53 | 64.49 (11) | 132.04 (8)  |
| 10                                                    | Guan Jinlin        | China          | 196.53 | 66.36 (10) | 130.17 (9)  |
| 11                                                    | Song Nan           | China          | 190.51 | 69.34 (8)  | 121.17 (11) |
| 12                                                    | Christopher Caluza | Filipinas      | 172.60 | 58.02 (14) | 114.58 (12) |
| 13                                                    | Richard Dornbush   | Estados Unidos | 164.29 | 61.34 (13) | 102.95 (14) |
| 14                                                    | Jeremy Ten         | Canadá         | 159.22 | 61.37 (12) | 97.85 (18)  |
| 15                                                    | Kim Min-Seok       | Coreia do Sul  | 157.14 | 49.39 (21) | 107.75 (13) |
| 16                                                    | Wu Jialiang        | China          | 156.62 | 56.19 (15) | 100.43 (17) |
| 17                                                    | Alex Kang Chan Kam | Coreia do Sul  | 154.07 | 52.12 (16) | 101.95 (15) |
| 18                                                    | Abzal Rakimgaliev  | Cazaquistão    | 153.63 | 52.10 (17) | 101.53 (16) |
| 19                                                    | Brendan Kerry      | Austrália      | 144.26 | 47.01 (23) | 97.25 (19)  |
| 20                                                    | Mark Webster       | Austrália      | 138.87 | 50.88 (18) | 87.99 (20)  |
| 21                                                    | Jordan Ju          | Taipé Chinesa  | 134.97 | 49.49 (20) | 85.48 (22)  |
| 22                                                    | Luiz Manella       | Brasil         | 133.07 | 50.17 (19) | 82.90 (24)  |
| 23                                                    | Kevin Alves        | Brasil         | 132.94 | 47.96 (22) | 84.98 (23)  |
| 24                                                    | Nicholas Fernandez | Austrália      | 131.76 | 44.57 (24) | 87.19 (21)  |
| Não avançaram para a patinação livre / programa longo |                    |                |        |            |             |
| 25                                                    | Harry Hau Yin Lee  | Hong Kong      | —      | 42.00 (25) |             |
| 26                                                    | Maverick Eguia     | Filipinas      | —      | 41.63 (26) |             |
| 27                                                    | Wun-Chang Shih     | Taipé Chinesa  | —      | 37.27 (27) |             |
| 28                                                    | Hwan-Jin Kim       | Coreia do Sul  | —      | 36.95 (28) |             |

### Individual feminino
| Medalha de ouro                                       | Ashley Wagner            | Estados Unidos | 192.41 | 64.07 (2)  | 128.34 (1) |
| Medalha de prata                                      | Mao Asada                | Japão          | 188.62 | 64.25 (1)  | 124.37 (2) |
| Medalha de bronze                                     | Caroline Zhang           | Estados Unidos | 176.18 | 58.74 (4)  | 117.44 (3) |
| 4                                                     | Kanako Murakami          | Japão          | 169.32 | 63.45 (3)  | 105.87 (5) |
| 5                                                     | Zhang Kexin              | China          | 162.59 | 54.07 (5)  | 108.52 (4) |
| 6                                                     | Agnes Zawadzki           | Estados Unidos | 157.23 | 52.87 (6)  | 104.36 (6) |
| 7                                                     | Amélie Lacoste           | Canadá         | 147.65 | 51.72 (7)  | 95.93 (8)  |
| 8                                                     | Cynthia Phaneuf          | Canadá         | 147.47 | 50.76 (8)  | 96.71 (7)  |
| 9                                                     | Haruka Imai              | Japão          | 134.49 | 45.19 (11) | 89.30 (9)  |
| 10                                                    | Kwak Min-Jeong           | Coreia do Sul  | 130.52 | 48.72 (9)  | 81.80 (10) |
| 11                                                    | Geng Bingwa              | China          | 127.89 | 46.98 (10) | 80.91 (11) |
| 12                                                    | Victoria Muniz           | Porto Rico     | 117.83 | 42.63 (12) | 75.20 (13) |
| 13                                                    | Alexandra Najarro        | Canadá         | 117.11 | 37.08 (14) | 80.03 (12) |
| 14                                                    | Melinda Wang             | Taipé Chinesa  | 103.69 | 35.35 (18) | 68.34 (15) |
| 15                                                    | Sandra Khopon            | Tailândia      | 103.15 | 35.58 (17) | 67.57 (16) |
| 16                                                    | Zhu Qiuying              | China          | 102.77 | 36.43 (16) | 66.34 (17) |
| 17                                                    | Chantelle Kerry          | Austrália      | 102.49 | 32.28 (20) | 70.21 (14) |
| 18                                                    | Mimi Tanasorn Chindasook | Tailândia      | 97.19  | 37.23 (13) | 59.96 (22) |
| 19                                                    | Yun Yea-Ji               | Coreia do Sul  | 96.85  | 32.46 (19) | 64.39 (19) |
| 20                                                    | Melanie Swang            | Tailândia      | 96.16  | 31.21 (22) | 64.95 (18) |
| 21                                                    | Suhr Chae-Yeon           | Coreia do Sul  | 94.95  | 36.54 (15) | 58.41 (23) |
| 22                                                    | Lejeanne Marais          | África do Sul  | 94.34  | 32.15 (21) | 62.19 (21) |
| 23                                                    | Crystal Kiang            | Taipé Chinesa  | 93.79  | 30.91 (23) | 62.88 (20) |
| 24                                                    | Zhaira Costiniano        | Filipinas      | 87.26  | 30.33 (24) | 56.93 (24) |
| Não avançaram para a patinação livre / programa longo |                          |                |        |            |            |
| 25                                                    | Reyna Hamui              | México         | —      | 29.84 (25) |            |
| 26                                                    | Chaochih Liu             | Taipé Chinesa  | —      | 29.07 (26) |            |
| 27                                                    | Mericien Venzon          | Filipinas      | —      | 28.91 (27) |            |
| 28                                                    | Brittany Lau             | Singapura      | —      | 28.79 (28) |            |
| 29                                                    | Zara Pasfield            | Austrália      | —      | 28.14 (29) |            |
| 30                                                    | Jaimee Nobbs             | Austrália      | —      | 26.33 (30) |            |

### Duplas
| Pos.              | Nome                               | Nacionalidade  | Pontos | PC         | PL         |
| ----------------- | ---------------------------------- | -------------- | ------ | ---------- | ---------- |
| Medalha de ouro   | Sui Wenjing / Han Cong             | China          | 201.83 | 66.75 (1)  | 135.08 (1) |
| Medalha de prata  | Caydee Denney / John Coughlin      | Estados Unidos | 185.42 | 63.35 (2)  | 122.07 (2) |
| Medalha de bronze | Mary Beth Marley / Rockne Brubaker | Estados Unidos | 178.89 | 62.42 (3)  | 116.47 (3) |
| 4                 | Meagan Duhamel / Eric Radford      | Canadá         | 171.76 | 57.53 (8)  | 114.23 (4) |
| 5                 | Narumi Takahashi / Mervin Tran     | Japão          | 171.11 | 61.54 (4)  | 109.57 (5) |
| 6                 | Amanda Evora / Mark Ladwig         | Estados Unidos | 167.99 | 60.75 (5)  | 107.24 (6) |
| 7                 | Paige Lawrence / Rudi Swiegers     | Canadá         | 158.66 | 57.97 (6)  | 100.69 (7) |
| 8                 | Jessica Dubé / Sébastien Wolfe     | Canadá         | 154.79 | 57.68 (7)  | 97.11 (8)  |
| 9                 | Zhang Yue / Wang Lei               | China          | 140.24 | 48.04 (10) | 92.20 (9)  |
| 10                | Dong Huibo / Wu Yiming             | China          | 137.91 | 49.52 (9)  | 88.39 (10) |

### Dança no gelo
| Pos.              | Nome                                | Nacionalidade  | Pontos | DC         | DL         |
| ----------------- | ----------------------------------- | -------------- | ------ | ---------- | ---------- |
| Medalha de ouro   | Tessa Virtue / Scott Moir           | Canadá         | 182.84 | 71.60 (2)  | 111.24 (1) |
| Medalha de prata  | Meryl Davis / Charlie White         | Estados Unidos | 179.40 | 72.15 (1)  | 107.25 (2) |
| Medalha de bronze | Kaitlyn Weaver / Andrew Poje        | Canadá         | 163.26 | 64.23 (3)  | 99.03 (3)  |
| 4                 | Maia Shibutani / Alex Shibutani     | Estados Unidos | 158.29 | 63.38 (4)  | 94.91 (4)  |
| 5                 | Madison Hubbell / Zachary Donohue   | Estados Unidos | 129.20 | 49.93 (5)  | 79.27 (5)  |
| 6                 | Alexandra Paul / Mitchell Islam     | Canadá         | 117.97 | 48.52 (6)  | 69.45 (7)  |
| 7                 | Yu Xiaoyang / Wang Chen             | China          | 115.05 | 45.42 (7)  | 69.63 (6)  |
| 8                 | Anna Nagornyuk / Viktor Kovalenko   | Uzbequistão    | 107.61 | 39.93 (9)  | 67.68 (8)  |
| 9                 | Danielle O'Brien / Gregory Merriman | Austrália      | 105.91 | 40.10 (8)  | 65.81 (9)  |
| 10                | Corenne Bruhns / Ryan Van Natten    | México         | 91.57  | 35.93 (10) | 55.64 (10) |
| 11                | Cortney Mansour / Daryn Zhunussov   | Cazaquistão    | 78.66  | 25.53 (11) | 53.13 (11) |

## Quadro de medalhas
| Ordem | País           | Medalha de ouro | Medalha de prata | Medalha de bronze |    | Ordem por total |
| ----- | -------------- | --------------- | ---------------- | ----------------- | -- | --------------- |
| 1     | Canadá         | 2               |                  | 1                 | 3  | 2               |
| 2     | Estados Unidos | 1               | 2                | 3                 | 6  | 1               |
| 3     | China          | 1               |                  |                   | 1  | 4               |
| 4     | Japão          |                 | 2                |                   | 2  | 3               |
| TOTAL | TOTAL          | 4               | 4                | 4                 | 12 | —               |